# Brigitte Aubert
Brigitte Aubert es una escritora francesa de novela policíaca nacida en 1956 en Cannes. Algunas de sus obras se han llevado al cine.

## Novelas
- 1992 : Les Quatre fils du Docteur March
- 1993 : La Rose de fer
- 1994 : Ténèbres sur Jacksonville
- 1996 : La Mort des bois
- 1997 : Requiem Caraïbe
- 1998 : Transfixions
- 2000 : La Morsure des ténèbres
- 2000 : Éloge de la phobie
- 2000 : La Mort des neiges
- 2000 : Le Couturier de la mort
- 2001 : Descentes d`organes
- 2002 : Funérarium (Seuil "Policiers")
- 2004 : Rapports brefs et étranges avec l'ombre d'un ange
- 2005 : Le Chant des sables
- 2005 : Nuits noires : recueil de nouvelles
- 2006 : Une âme de trop

## Premios
- 1997 : Gran premio de la literatura policíaca